# Orcet
Orcet é uma comuna francesa na região administrativa de Auvérnia-Ródano-Alpes, no departamento Puy-de-Dôme. Estende-se por uma área de 6 km². Em 2010 a comuna tinha 2 741 habitantes (densidade: 456,8 hab./km²).